# Jaroslav Dostál (kreslíř)
Jaroslav Dostál (* 3. listopadu 1940 Praha) je kreslíř cartoons, karikaturista a ilustrátor. Je jedním ze zakládajících členů České unie karikaturistů (ČUK), ve které byl v letech 2010 až 2024 členem předsednictva se zaměřením na pořádání společných výstav spolku ČUK.

## Život a dílo
Žije a tvoří v Praze. Absolvoval střední průmyslovou školu elektrotechnickou a celý svůj profesní život zasvětil tomuto oboru. Pracoval jako projektant a později jako vedoucí oddělení standardizace v podniku Elektromontážní závody Praha. Jedním z témat, která se objevují v jeho kresbách, je právě technika a elektrotechnika.
Kreslený humor nejprve publikoval ve sportovním tisku. První kresbu mu otiskli v roce 1965 v Československém sportu, následovaly týdeníky Stadión a Gól. Později publikoval i v dalších časopisech a novinách, např. Dikobraz, Škrt, KUK, Nový Dikobraz, Podvobraz, Elektro, Profit, Sazka, Rovnost, Právo, Sokol, Týdeník Televize.
Mezi jeho oblíbená témata patří sport a erotika, a právě kreslený humor s touto tematikou se stal náplní jeho dvou knih:
- Sport a sex, předmluva Josef Kobra Kučera, Univers, Praha 1990, ISBN 80-900159-1-3
- Gól: fotbal v odrazu rovného a křivého zrcadla, předmluva Ivan Hanousek, Kobra, Praha 1993, ISBN 80-85616-03-3.

Jeho kreslené vtipy byly rovněž publikovány ve sbornících kresleného humoru:
- Pohybem ke zdraví (stolní kalendář), Olympia, Praha 1983
- Humorem ke zdraví, Olympia, Praha 1986
- Prazdroj českého kresleného humoru: encyklopedie českých karikaturistů, NAVA, Plzeň 2005, ISBN 80-7211-194-9
- Atomové úsměvy, v češtině a angličtině, Česká nukleární společnost ve spolupráci s Českou unií karikaturistů, Praha 2008, ISBN 978-80-02-02014-1
- Tichý mat: Šachy v kresleném humoru, Pražská šachová společnost, Praha 2008, ISBN 978-80-260-2763-8
- 2cet – Almanach k 20. výročí založení České unie karikaturistů, Česká unie karikaturistů, Praha 2010
- Čtvrt kila ČUK aneb 25 let České unie karikaturistů, Česká unie karikaturistů, Praha 2015
- Velká kniha českého humoru, Grada Publishing – Cosmopolis, Praha 2020, ISBN 978-80-271-1263-0

Dále se věnuje portrétní karikatuře (např. v knize Osobnosti a památky Prahy 10) a ilustrování kalendářů a knih:
- Ročenka Elektro: elektrotechnická příručka (1994-2021), FCC Public, Praha, např. ISBN 80-901985-1-1 (1996)
- Josef Dvořák, Vlasta Šedivá: Vademecum dokonalé sekretářky, Management Press, Praha 1995, ISBN 80-85603-81-0
- Jiří Hájek: Malá kniha o šéfech aneb Jak se vyznat v představených, Management Press, Praha 1996, ISBN 80-85943-13-1
- Jan Škeřík: Technický receptář: 660 receptur pro kutily i profesionály, FCC Public, Praha 1999, ISBN 80-901985-6-2
- Václav Černý: Technika v županu, FCC Public, Praha 2002, ISBN 80-86534-01-4
- Jakub Potůček a Zdeněk Brdek: Osobnosti a památky Prahy 10, Foibos Books ve spolupráci s Městskou částí Praha 10, Praha 2014, ISBN 978-80-87073-76-6

Jaroslav Dostál spolupracoval na pořadech Československé televize, pro které dělal grafiku: Minuty o sportu, Setkání s písničkou a kresbami Jaroslava Dostála.
Svoje práce vystavuje na samostatných i společných výstavách kresleného humoru (např. Salony kresleného humoru v Praze), obesílá tuzemské i zahraniční soutěže karikaturistů. Získal několik cen, diplomů a čestných uznání, největších úspěchů dosáhl se svými sportovními vtipy. Na festivalu karikatury v italské Anconě získal stříbrnou medaili (1984) a soutěž týdeníku Stadión o nejlepší kreslený vtip se sportovní tematikou dokonce vyhrál. V prvním ročníku soutěže o EMILA Stadiónu (1983) vyhrál v kategorii B (téma: masová a rekreační tělesná výchova) a o rok později získal hlavní cenu EMIL ‘84. Další ocenění:
- 1. května 1988 udělila salonní akademie kresleného humoru Jaroslavu Dostálovi čestný titul HUDr. (Doctor Humoris Causa)[11]
- v roce 2016 udělila Česká unie karikaturistů Jaroslavu Dostálovi Řád bílé opice za dlouholetý přínos pro činnost České unie karikaturistů.

### Literární zdroje
- HANOUSEK, Ivan. Prazdroj českého kresleného humoru: encyklopedie českých karikaturistů. 1. vyd. Plzeň: NAVA - Nakladatelská a vydavatelská agentura, 2005. 192 s. ISBN 80-7211-194-9. S. 40.
- Velká kniha českého humoru. Redakce Romana Homonická. 1. vyd. Praha: Grada Publishing - Cosmopolis, 2020. 255 s. ISBN 978-80-271-1263-0. S. 12–15.